# Кухарев Альфред В'ячеславович
Кухарев Альфред В'ячеславович — український піаніст, концертмейстер, композитор. Народний артист України (2003).

## Життєпис
Народився 9 травня 1925 р. в м. Красний Луч Луганської області в родині службовців.
Закінчив Київську консерваторію (1951, клас. Б. Мирича). Працював концертмейстером у Київській консерваторії, Укрдержестраді тощо.
В 1953—1965 рр. був у штаті Київської кіностудії ім. О. П. Довженка.
Серед озвучених ним фільмів: «Долина синіх скель» (1956), «Українська рапсодія» (1958), «Літа молодії», «НП. Надзвичайна подія» (1959), «Роман і Франческа» (1960).
З 1959 р. — соліст і концертмейстер Київської державної консерваторії.
1980 - Заслужений артист УРСР.
2003 - Народний артист України.
А.Кухарєв - автор Книги спогадів “Життя у мистецтві ”.
Помер 27 січня 2021 року і похований на Берковецькому кладовищі м. Києва.

## Пам'ять
Встановлено меморіальну дошку на будинку по вулиці Микільсько-Ботанічна, 7/9 у м. Києві на честь Альфреда Вячеславовича Кухарєва